# Pentarhizidium
Pentarhizidium, rod  paprati iz porodice Onocleaceae, dio reda osladolike. Raširen je po istočnoj Aziji (Ruski daleki istok, Indija, Kina Nepal, Japan, Tajvan, Butan, obje Koreje), a u njega su uključene dvije vrste

## Vrste
1. Pentarhizidium intermedium (C.Chr.) Hayata
2. Pentarhizidium orientale (Hook.) Hayata